# FK Železiarne Podbrezová
FK Železiarne Podbrezová, langer Name Futbalový klub Železiarne Podbrezová, deutsch Fußballclub der Eisenhütte Podbrezová Sport Podbrezová ist ein slowakischer Fußballverein aus Podbrezová. Seit der Saison 2022/23 spielt der Verein in der höchsten slowakischen Liga, der 1. liga.

## Geschichte
Der Verein wurde 1920 als RTJ Podbrezová gegründet. Der Verein ist 2002 Inter Campus beigetreten. Der argentinische Mittelfeldspieler Pablo Podio spielt im Rahmen dieses Projekts für Podbrezová. In der Saison 2014/15 wurde der Verein Erster in der 2. Fußball-Liga und stieg damit erstmals in die Fortuna liga auf.

## Erfolge
- Slowakischer Zweitligameister: 2014, 2022
- Slowakischer Zweitligavizemeister: 2008, 2012, 2013

## Spieler
- Vratislav Greško (2011–2015)